# Widgrenia
Widgrenia es un género monotípico de fanerógamas de la familia Apocynaceae. Contiene una única especie: Widgrenia corymbosa Malme. Es originaria de América del Sur. Se encuentra en Argentina y Brasil en las áreas pantanosas.

## Descripción
Son hierbas erectas de 40-70 cm de altura; los rizomas presentes, con raíces fibrosas. Los brotes glabros. Las hojas subsésiles; herbáceas, de 2-3 cm de largo, 0,1 cm de ancho, lineales, basalmente cuneadas o cordadas, el ápice agudo, ligeramente revoluto, adaxial glabras, abaxialmente glabras.
Las inflorescencias son terminales con 10-15 de flores, simples,  largamente pedunculadas, los pedúnculos más largos que los pedicelos, glabros; pedicelos finamente pubescentes en toda su superficie.

## Taxonomía
Widgrenia corymbosa fue descrito por Gustaf Oskar Andersson Malme y publicado en Kongliga Svenska Vetenskaps Academiens Handlingar, n.s. 34(7): 69–70, t. 2, f. 4. 1900.
Sinonimia
- Melinia corymbosa (Malme) Fontella & Farinaccio
- Melinia iberae J.Fontana[4]